# Szárnyak (film)
A Szárnyak, ismert még Fiatal sasok címmel is (eredeti cím: Wings) 1927-ben bemutatott amerikai romantikus háborús filmdráma, amelyet William A. Wellman rendezett. Ez volt az első film mely elnyerte a legjobb filmnek járó Oscar-díjat. Továbbá a The Artist – A némafilmes (2012) sikere előtt a Szárnyak volt az egyetlen némafilm, mely megnyerte ezt a díjat.
1997-ben az Amerikai Egyesült Államok Nemzeti Filmmegőrzési Bizottsága beválasztotta a filmet a Nemzeti Filmarchívumba.

## Cselekmény
Jack Powell (Charles Rogers) és David Armstrong (Richard Arlen) vetélytársak egy amerikai kisvárosban, mindketten a csinos Sylvia Lewis (Jobyna Ralston) kegyeit szeretnék elnyerni. Jack nem veszi észre, hogy a szomszéd lány, Mary Preston (Clara Bow) reménytelenül szerelmes belé. Mindkét fiatalembert behívót kap a légierőtől az első világháború alatt. Amikor a kiképzőtáborba indulnak, Jack tévesen azt hiszi, hogy Sylvia érez iránta valamit. A lány Davidet szereti, akinek ezt tudtára is adja, de az tapintatosan nem beszél erről Jacknek, mert nem akarja megbántani.
Jack és David együtt vonul be. A sátortársuk White kadét (Gary Cooper) lesz, de az ismeretségük rövidnek bizonyul, mert a katona egy repülőbalesetben megismerkedésük napján meghal. A kemény kiképzés alatt Jack és David ellenségből a legjobb barátokká válik. A tisztavatás után Franciaországba hajóznak az egységükkel, hogy a németekkel harcoljanak.
Közben Mary szintén kiveszi részét a háborúból, mentőautó-vezető lesz. Párizsban találkozik Jackkel, de a férfi annyira részeg, hogy nem ismeri fel. A lány ágyba fekteti, de két katonai rendőr éppen akkor lép be a szobába, amikor visszaöltözik mentős egyenruhájába. A felreértés miatt el kell hagynia a sereget, és visszatér az Amerikai Egyesült Államokba.
A történet tetőpontja a Szent-Mihieli csata, ahol David gépét kilövik. A pilótát halottnak hiszik, holott túlélte a zuhanást, majd egy német repülőgépet ellopva megpróbál visszatérni a szövetséges vonalak mögé. Tragikus véletlen folytán a bosszúszomjas Jack kilövi a német felségjelű gépet. Amikor leszáll a roncs mellett, hogy egy szuvenírként elvigye egy darabját, rájön mit tett, és szinte beleőrül fájdalmába. David halála előtt még megbocsát bajtársának.
A háború végén Jack hősként tér haza. Amikor meglátogatja David gyászoló szüleit, barátja édesanyja nem őt, hanem a háborút okolja fia haláláért. Jack végül rájön, hogy szereti Maryt, és a film az ő csókjukkal zárul.

## Szereplők
- Clara Bow – Mary Preston
- Charles Rogers – Jack Powell
- Richard Arlen – David Armstrong
- Gary Cooper – White kadét
- Jobyna Ralston – Sylvia Lewis
- El Brendel – Herman Schwimpf

## A film készítése
Lucien Hubbard producer kimondottan azért William A. Wellmant kérte fel a rendezésre, mert volt első világháborús pilótatapasztalata, csakúgy, mint a színész Richard Arlennek. Charles Rogers, aki nem volt pilóta, a forgatás alatt elvégzett egy repülőtanfolyamot, és utána őt is filmezhették a levegőben, mint az expilóta Arlent.
A Szárnyak az egyik első olyan nagy nyilvánosság előtt vetített film, melyben meztelenség is felbukkantː Clara Bow melleit lehet látni egy másodperc erejéig, mialatt a párizsi hálószobában átöltözik.

## Fogadtatás
A film azonnali siker lett. A premier a New York-i Criterion Színházban volt, ahol 63 hétig játszották. Sikerének egyik titka Charles Lindbergh transzatlanti repülőútja is volt. A kritikusok is nagy elismeréssel szóltak a filmről, a The New York Times szerint a repülési jelenetek nagyon realisztikusak és egyben lenyűgözőek voltak.

### Díjak és jelölések
Oscar-díj (1929)
- díj: legjobb film – Paramount Pictures
- díj: legjobb effektek – Roy Pomeroy

## Fordítás
- Ez a szócikk részben vagy egészben  a   Wings című angol Wikipédia-szócikk fordításán alapul.  Az eredeti cikk szerkesztőit annak laptörténete sorolja fel. Ez a jelzés csupán a megfogalmazás eredetét és a szerzői jogokat jelzi, nem szolgál a cikkben szereplő információk forrásmegjelöléseként.